# Cephalops hardyi
Cephalops hardyi är en tvåvingeart som beskrevs av De Meyer 1990. Cephalops hardyi ingår i släktet Cephalops och familjen ögonflugor.
Artens utbredningsområde är New York. Inga underarter finns listade i Catalogue of Life.